# Camdenton
Camdenton é uma cidade localizada no estado americano de Missouri, no Condado de Camden.

## Demografia
Segundo o censo americano de 2000, a sua população era de 2779 habitantes.
Em 2006, foi estimada uma população de 3182, um aumento de 403 (14.5%).

## Geografia
De acordo com o United States Census Bureau tem uma área de
9,1 km², dos quais 9,1 km² cobertos por terra e 0,0 km² cobertos por água. Camdenton localiza-se a aproximadamente 209 m acima do nível do mar.

## Localidades na vizinhança
O diagrama seguinte representa as localidades num raio de 24 km ao redor de Camdenton.